# Casa de Queràs III
Casa de Queràs III és una obra al terme municipal de Cervera (Segarra) protegida com a Bé Cultural d'Interès Local.

## Descripció
Edifici de planta rectangular, amb planta baix i un sol pis. La porta principal és d'arc escarser o rebaixat i les dues obertures del primer pis estan unides per una balconada. Té un cos circular adossat a un cantó de la casa, a manera de cup. La resta de la casa es troba semi enrunada.
(Text procedent del POUM)